# Кампос, Омар
Омар Антонио Кампос Чагоя (исп. Omar Antonio Campos Chagoya; родился 20 июля 2002) — мексиканский футболист, левый защитник клуба «Крус Асуль» и сборной Мексики.

## Клубная карьера
Воспитанник футбольной академии клуба «Сантос Лагуна», за который выступал с 2016 года. 17 января 2021 года дебютировал в основном составе «Сантос Лагуна» в матче Лиги MX (высший дивизион чемпионата Мексики) против «УАНЛ Тигрес». 6 февраля 2021 года забил первый в своей профессиональной карьере гол в матче против «Атласа». 16 февраля 2022 года дебютировал в Лиге чемпионов КОНКАКАФ в матче против канадского клуба «Клёб де Фут Монреаль».
30 января 2024 года перешёл в клуб MLS «Лос-Анджелес», подписав контракт до конца сезона 2027 с опцией продления на сезон 2028. В высшей лиге США дебютировал 24 февраля 2024 года в матче стартового тура сезона против «Сиэтл Саундерс».

## Карьера в сборной
В начале декабря 2021 года получил вызов в национальную сборную Мексики на предстоящий товарищеский матч против сборной Чили. Провёл всю игру на скамейке запасных. Дебютировал за сборную Мексики 16 декабря 2023 года в товарищеском матче со сборной Колумбии.